# Сталинские расстрельные списки
Ста́линские расстре́льные спи́ски — досудебные перечни лиц, подлежавших осуждению Военной коллегией Верховного суда СССР к различным мерам наказания (преимущественно — расстрелу), предварительно утверждавшиеся непосредственно Сталиным и его ближайшим окружением.

## Общие сведения
Самые первые расстрельные списки были опубликованы 6 декабря 1990 года газетой «Вечерняя Москва» после выхода 14 апреля 1990 года статьи с заголовком «„Вечерняя Москва“ против КГБ», в которой потребовала обнародовать списки и места захоронения людей, репрессированных в сталинских застенках.
Сопротивление «Лубянки» было отчаянным: ничего не знаем-не ведаем, архивы не сохранились, на все редакционные запросы — отказ за отказом. А в ответ на чекистские отказы — новые и новые статьи «Вечёрки».

Стену кагэбэшного молчания пробивали автор газеты Александр Мильчаков и журналист «ВМ» Валентин Гордин. И стена рухнула — 6 декабря 1990 года газета опубликовала первые «расстрельные списки». За минувшие годы в них были названы имена около 300 тысяч (!) уничтоженных в Москве людей. Но главное было даже не столько в самих именах, а в сведениях о том, когда и где эти люди были расстреляны и захоронены. Вот о чём до публикаций в «Вечерней Москве» не знали родственники репрессированных, вот что так упорно скрывали архивисты КГБ.
Для широкого обнародования впервые были подготовлены к 5 марта 2002 года (49 лет со смерти И. В. Сталина) Архивом Президента РФ и Обществом «Мемориал» в виде компакт-диска. К 5 марта 2003 года (50 лет со дня смерти Сталина) был опубликован интернет-вариант списков.
Второй выпуск осуществлён 5 марта 2013 года (60 лет со дня смерти Сталина). Он готовился Международным Мемориалом в сотрудничестве с Российским государственным архивом социально-политической истории (РГАСПИ), Архивом Президента Российской Федерации, Российской объединённой демократической партией «Яблоко».
5 марта 2021 года Общество Мемориал разместило на своем сайте новую версию справочника.
Представленные списки, общим числом 388, относятся к 1936, 1937, 1938, 1940, 1942, 1950 годам и всего включают порядка 45 тысяч человек.

## Содержание
Основу содержания составляют списки репрессируемых, рассмотренные в 1936—1938 гг. членами Политбюро ЦК ВКП (б) и хранящиеся в Архиве Президента РФ. Таковых 383. Они включают 44,5 тысячи имён. Списки объединены в 11 томов и расположены в хронологической последовательности с 27 февраля 1937 г. по 29 сентября 1938 г. Исключение в хронологии относится к двум спискам 1936 года без точных дат, ошибочно подшитых к спискам конца 1937 г. Кроме того, имеется ещё пять подобных списков за январь и сентябрь 1940 года, январь 1942 года, март и апрель 1950 года, содержащих 1125 имён.
В версии CD-диска, подготовленного в 2013 году, добавлены биографические справки по 33 тысячам фигурантов, а также впервые приведены точные даты смерти в половине от общего числа размещённых на диске биографических справок.
Представленные списки, за некоторым исключением, являются первыми экземплярами, напечатанными на пишущей машинке, с пометками, подписями и резолюциями. Страницы списков с автографами И. Сталина и других членов Политбюро ЦК, а также большинство страниц с важными пометками воспроизводятся не только в текстовом, но и в оцифрованном виде. Также показаны сопроводительные документы архивного делопроизводства.
Кроме того, вступительная часть содержит сведения об истории возникновения списков, порядке их оформления в НКВД и Политбюро ЦК, другую тематическую информацию.

## Технология списков
Истоком упрощённого, «списочного» порядка наказания является Постановление ЦИК и СНК СССР от 1 декабря 1934 года, принятое сразу после убийства С. М. Кирова. В соответствии с ним, следствие по делам о террористических организациях и террористических актах должно было вестись в ускоренном режиме (до десяти дней), судебное слушание — производиться без участия сторон и без вызова свидетелей, ни кассационного обжалования, ни подачи ходатайств о помиловании не допускалось, смертные приговоры приводились в исполнение в тот же день. Рассмотрение дел «в упрощённом порядке» требовало обязательной предварительной санкции Политбюро ЦК ВКП(б), оформленной специальным решением.
Первоначально Постановление от 1 декабря 1934 года использовалось эпизодически и было связано преимущественно с отдельными резонансными делами. Расширение масштаба «упрощённого порядка» началось осенью 1936 года наркомом внутренних дел СССР Н. Ежовым. 4 октября Политбюро ЦК (в отсутствие И. Сталина, отдыхавшего в Сочи) рассмотрело обращение Н. Ежова и А. Вышинского санкционировать осуждение 585 человек по списку, и приняло решение методом опроса. В отличие от обычной практики оформления выписки из протокола с номерами протокола и пунктов повестки дня, решение опросом принималось впервые. Кроме того, впервые речь шла уже не о санкции на «упрощённый порядок» судебного рассмотрения, а прямо о «мерах судебной расправы», то есть о приговорах.
В феврале 1937 года опросное утверждение в Политбюро ЦК списков лиц, чьи приговоры, чаще всего расстрельные, оформлялись затем Военной коллегией Верховного суда СССР, началось на регулярной основе. Утверждение пофамильных списков с заранее намеченной мерой наказания осуществлял лично И. Сталин и его ближайшие соратники по партии. Формальных решений Политбюро ЦК об этом не принималось, а их роль выполняли резолюции «за» и подписи на самих списках. Первый подобный документ оформлен 27 февраля 1937 г. В нём фигурировали фамилии 479 человек и мерой наказания определён расстрел. Интересно, что по неизвестным причинам несколько десятков человек из этого перечня были повторно включены в последующие списки. Таким образом, заработала схема, в которой: НКВД (Н. Ежов, а с 22.08.1938 — Л. Берия) формирует и представляет списки, члены Политбюро ЦК их утверждают, Военная коллегия Верховного суда СССР (В. В. Ульрих, позже — А. Чепцов) их оформляет. По имеющимся данным, такая технология доминировала до сентября 1938 г.
Однако имеются примеры и более позднего её использования при существенном снижении масштабности и некотором изменении порядка. По совместной записке НКВД и Прокуратуры с просьбой санкционировать рассмотрение дел в порядке Постановления от 01.12.1934 принималось официальное решение Политбюро ЦК, а во время Великой Отечественной войны — решение Государственного комитета обороны (ГКО).
Последним из известных дел, оформленных подобным образом, стало дело Л. Берии (1953 г.).
Постановление ЦИК и СНК СССР от 1 декабря 1934 года было отменено Указом Президиума Верховного Совета СССР 19 апреля 1956 года.

## Структура списков
Первая страница списков обычно содержала надпись «Список лиц, подлежащих суду Военной коллегии Верховного суда СССР» (иногда просто — «Список» или «Список лиц»: см. «особый порядок» ). На второй странице размещалась справка о числе лиц, включённых в список. При этом их разбивали по территориальной принадлежности и категориям наказания. 1-я категория означала расстрел (порядка 39 тысяч человек), 2-я — 10 лет заключения (около 5 тысяч человек), 3-я — 5-8 лет заключения (102 человека). После июля 1937 г. (начало Большого террора) 3-я категория в представленных списках не встречается.
Далее шли сами региональные списки, каждый с новой страницы и также с разбивкой на категории. В списках весны и начала лета 1937 г. иногда имеются уточнения: «троцкисты», «правые», «децисты», «брандлеровцы», «меньшевики», «эсеры». Более поздние списки по типам «преступлений» не разделялись. Иностранные граждане обычно выделялись в самостоятельную группу внутри регионального списка. В большинстве случаев для каждого из них на отдельном листе давалась справка, содержавшая информацию о гражданстве, годе и месте рождения, времени проживания в СССР, роде занятий, а также существо обвинений с указанием на признание или непризнание своей вины.
Два первых списка, от 27 февраля и 19 марта 1937 года, никем из руководства НКВД подписаны не были. Позже каждый список и перечни по регионам и категориям подписывались ответственными лицами наркомата. Конкретно, имеются подписи и визы следующих товарищей: В. М. Курского, С. Г. Гендина, Я. С. Агранова, М. И. Литвина, Л. Н. Бельского, В. Е. Цесарского, И. И. Шапиро, М. П. Фриновского. Два списка по Украине завизированы заместителем наркома внутренних дел СССР Л. Н. Бельским, военным прокурором Киевского военного округа Калошиным и временно исполняющим обязанности прокурора УССР Л. И. Ячениным.

## Утверждения списков членами Политбюро ЦК
Подписи и даты утверждения списков ставили на первых страницах. Сначала, как правило, подписывал Сталин. В исключительных случаях, когда подписи Сталина нет, первой идёт подпись Молотова или, очень редко, Жданова. Установлено, что наибольшее число списков подписано В. М. Молотовым — 372. Собственноручные резолюции «за» и подписи Сталина сохранились на 357 списках, Л. М. Каганович подписал 188, К. Е. Ворошилов — 185, А. А. Жданов — 176, А. И. Микоян — 8, а расстрелянный позже С. В. Косиор — 5 списков. Все листы с этими подписями воспроизведены на CD-диске в отсканированном виде. Виз остальных высших руководителей страны на имеющихся списках не обнаружено.
До сентября 1938 года рассмотрение списков в протоколах заседаний Политбюро ЦК никак не оформлялось. Не попадали они и в делопроизводство, так как после визирования их возвращали в НКВД.

## Оформление и исполнение приговоров
Возвращённые в НКВД списки направляли в ВКВС. Там полученные дела рассматривались в соответствии с Постановлением от 1 декабря 1934 года. Суд проходил формально. Документы готовились заранее. Слушание дела занимало пять — десять минут. Считалось, что за это время подсудимому разъясняли его права, сущность обвинения, заслушивали отношение обвиняемого к совершённым преступлениям, его показания и последнее слово. Приговор выносился по назначенной ранее категории. Исключений практически не встречалось. Смертные приговоры обычно объявляли подсудимым непосредственно перед казнью.
Для бывших работников НКВД устанавливался так называемый «особый порядок». Как правило, их списки подавались Сталину отдельно и либо не имели обложки, либо были озаглавлены просто «Список» или «Список лиц», без указания, что означенные в нём лица подлежат суду ВКВС. Если фамилии сотрудников НКВД шли в общих списках, против них обычно указывалось: «бывш. сотрудник НКВД». Утверждённые членами Политбюро ЦК списки нигде больше не рассматривались, а людей просто расстреливали, то есть визы членов Политбюро ЦК фактически становились приговором и никакой, даже формальной судебной легитимации не требовали. В представленных на CD документах по делам центрального аппарата НКВД «в особом порядке» было осуждено 254 чекиста. Первый «особый» список был утверждён 16 июня 1937 года, последний — 10 июня 1938 года.

## Служебный жаргон
Расстрелы по спискам на жаргоне НКВД назывались «альбомными» или расстрелами «в альбомном порядке».